# Deutsche Gesellschaft für Kristallographie
Pour les articles homonymes, voir DGK.
La Deutsche Gesellschaft für Kristallographie (DGK, en français : « Société Allemande de Cristallographie ») est une association allemande à but non lucratif, dont le siège est situé à Berlin.

## Activités
Depuis 1992, la DGK organise au mois de mars une conférence annuelle, dont l'université d'accueil change chaque année.
Cette société créa en 1994 une médaille Carl Hermann pour récompenser les contributions à la cristallographie.